# Salaire national minimum garanti
Le Salaire minimum national garanti (SNMG) en arabe : الحد الأدنى للأجور الوطنية المضمونة en Algérie, est un seuil en dessous duquel un employeur ne peut pas payer son employé, il est conçu pour garantir aux employés ayant les revenus les plus bas un accès, bien que modeste, au pouvoir d'achat.
Le Décret présidentiel n° 21-137 fixe le salaire national minimum garanti à 20 000 dinars mensuel depuis le 1er juin 2020, selon le journal officiel n° 30.